# カムイトラノ屈斜路湖ジャズフェスティバル
カムイトラノ屈斜路湖ジャズフェスティバル（カムイトラノくっしゃろこジャズフェスティバル）は、北海道弟子屈町で行われた野外ジャズ・フェスティバル。1983年と1984年の2回開催された。

## 概要
カムイトラノ屈斜路湖ジャズフェスティバルは北海道弟子屈町の屈斜路湖畔仁伏に特設ステージを設け開催された。プロデュースは漫画家の赤塚不二夫。
カムイトラノはカムイト゜ラノと表記されアイヌの言葉で「神々とともに」という意味、自然にみんなで感謝しようという趣旨でつけられた。「ト゜」はアイヌ語の発音を表記したもので「トゥ」に近い発音をする。
1985年以降は採算性の問題から開催されていない。
週刊プレイボーイ誌に連載されていた、赤塚不二夫の「これでいいのだ!」人生相談によると、(記述は単行本には未収録)コンサートの成功を受け、イベント屋、広告代理店などから、企画の中心人物であった赤塚やアイヌの人々を排除し、ジャズフェスティバルを継続しようとする働きがあった事も、コンサートを継続しなかった要因であるとしている。

## 参加アーティスト

### カムイトラノ'83
1983年7月30日開催。
- 総合司会：タモリ
- 坂田明
- 山下洋輔
- 日野皓正
- 原信夫とシャープス&フラッツ
- ザ・プレイヤーズ
- 渡辺香津美
- 山岸潤史他

あの日は雨だった

### カムイトラノ'84
1984年8月4日開催。
- 総合司会：谷啓
- 渡辺貞夫
- 山下洋輔
- 日野皓正
- 向井滋春
- 渡辺香津美
- 大野えり
- 高橋達也と東京ユニオン
- 本多俊之
- 松本英彦
- 仙波清彦
- マリーン&ウイスパー他